# Liste der Monuments historiques in Cessoy-en-Montois
Die Liste der Monuments historiques in Cessoy-en-Montois führt die Monuments historiques in der französischen Gemeinde Cessoy-en-Montois auf.

## Liste der Objekte
| Bezeichnung     | Beschreibung             | Standort                                      | Kennzeichnung | Schutzstatus | Datum | Bild |
| --------------- | ------------------------ | --------------------------------------------- | ------------- | ------------ | ----- | ---- |
| Taufschale      | 18. Jahrhundert          | in der Sakristei der Kirche St-Laurent (Lage) | PM77003284    | Inscrit      | 1979  |      |
| Vase mit Sockel | Keramik, 19. Jahrhundert | in der Kirche St-Laurent (Lage)               | PM77003285    | Inscrit      | 1979  |      |